# 6.5×25mm CBJ-MS
6.5×25mm是一種由瑞典槍械製造商CBJ技術有限公司為CBJ-MS沖锋枪／個人防衛武器而研制的小口径军用手枪及衝鋒槍子彈，以侵徹力高和形成大容積空腔傷道的能力見長。它能夠在發射9×19公釐帕拉貝倫彈的槍械更換槍管以後使用，該子彈的標準彈裝填一顆直徑為4毫米、質量約2克的钨合金製次口徑軟殼彈托式穿甲彈頭。

## 概述
紳寶波佛斯動力CBJ-MS衝鋒槍的設計初衷是可以對身穿防彈衣的士兵構成威脅，甚至能有效打擊輕型裝甲目標。而要做到這一點，首先是需要彈頭的撞擊速度很高；其次是彈頭撞擊目標時不易變形或破碎；最後是彈頭要具有比較高的橫斷面比動能。因此，CBJ-MS武器系統的核心其實就是其專用手槍子彈——6.5×25毫米CBJ子彈，其是一種高速次口徑脱壳穿甲弹。次口徑脫殼彈，即是彈頭直徑小於武器口徑，彈頭上加裝有彈托作外殼，彈托直徑則與武器口徑相同，彈托於彈藥發射以後脫掉。
6.5×25毫米CBJ的彈殼是在9×19公釐帕拉貝倫彈的基礎上縮小口徑而成，具有相同的功能尺寸並且被設計為產生相同的後座力和膛壓，使大多數9毫米口徑武器只是需要簡單的更換槍管和復進簧即可轉換為發射6.5×25毫米CBJ的武器。而且全彈長也為29.7毫米，與標準型9×19毫米子彈的全長相近，因此不必更換彈匣和槍機。同樣因為6.5×25毫米CBJ具有與9×19毫米魯格彈相若的總體尺寸，它可以裝入9毫米口徑武器的彈匣以內。由於彈頭减轻輕不少，所以全彈質量7.5克，比標準的9×19毫米魯格彈要輕很多。
標準型實心彈配用的是直徑4毫米的鎢合金軟殼穿甲彈頭，質量約2克（30.86格令），連彈托時則2.5克（38.58格令）。彈托是由很輕的聚合物製成，其有助於提高子彈在槍管內運動時的氣密性，又能減少槍管磨損，該彈的彈頭很輕。當該子彈在120毫米（4.72英吋）長的手枪槍管上發射時，槍口初速為730米／秒（2,395.01英尺／秒），而槍口能量為533焦耳（393.12英尺·磅）；從200毫米（7.87英吋）長的沖锋枪槍管發射時，初速可高達830米／秒（2,723英尺／秒），而槍口能量可高達689焦耳（508.21英尺·磅）；而從300毫米（11.81英吋）長的槍管發射時，初速更可高達900米／秒（2,952.76英尺／秒），而槍口能量更可高達810焦耳（597.42英尺·磅），並且在400公尺（437.45码，1,312.34英尺）具有良好的護甲貫穿力。同樣從300毫米的長度槍管發射標準型鎢合金軟殼實心彈時，具有與5.56×45毫米北約口徑的M4卡賓槍相同的彈道軌跡，在300公尺（328.08码，984.25英尺）距離的初速為578米／秒（1,896.33英尺／秒）。而當彈托分離後，細長彈頭受到的空气阻力比較小，能保持較高的速度，再加上鎢合金彈頭的密度和硬度都相當大，所以貫穿力相當高。其在230公尺（251.53码，754.59英尺）距離可以貫穿標準的CRISAT靶板，從300毫米的長度槍管發射標準型鎢合金軟殼實心彈時，甚至可以貫穿9毫米（0.35英吋）裝甲板，並留下一個直徑6毫米（0.24英吋）的入口孔。相比之下，5.56×45毫米北約口徑和7.62×51毫米北約口徑步槍子彈對於那麼厚的裝甲只能造成很少甚至根本沒有貫穿效果。據聲稱，6.5×25毫米CBJ子彈亦能夠有效打擊輕裝甲車輛，例如装甲运兵车，其他的優點包括高衝擊速度、拜低平的彈道所賜的命中概率提高、能量轉移目標率較高和槍管磨損和腐蚀水平較低。6.5×25毫米CBJ子彈较5.7×28毫米和4.6×30毫米這兩者都更快、更重。
除了標準彈以外，CBJ公司還開發了其他7種彈藥。
- 6.5×25mm CBJ勺形彈尖彈（Spoon Tip，ST）：為了對付無防護目標而研製的軍用彈藥，其同標準彈一樣是一種高速次口徑脱壳穿甲弹，與標準彈的惟一區別是彈頭的形狀是“勺形”，這樣在進入人體後極易翻滾，能造成較大的空腔。
- 6.5×25mm CBJ高能量傳遞彈（High Energy Transfer，HET）：為執法機構研製的低貫穿力彈藥，其實就是一種全口徑的空尖彈，據說在飛機上使用時不易擊穿機身蒙皮，但仍可在50公尺（54.68码，164.04英尺）貫穿標準的CRISAT護甲。
- 6.5×25mm CBJ亞音速穿甲彈（Subsonic Armour Piercing，Subsonic AP）：全口徑的穿甲彈，彈頭重8克（123.46格令），配合消聲器使用，可提高消聲效果。
- 6.5×25mm CBJ低侵徹訓練彈（Training Reduced Penetration，TRP）：專門用於射擊訓練的彈藥，為了降低訓練成本，其貫穿力極低，比較安全，對訓練設施造成的損壞比較低，但外彈道性能與標準CBJ彈藥相同。
- 6.5×25mm CBJ易碎彈（CBJ Frangible）：用於射程較近的靶場練習，有效射程近而且擊中硬物後就會粉碎，不容易產生跳彈。
- 6.5×25mm CBJ空包彈（CBJ Blank）：類似於傳統的收口形空包彈，如果連發發射，需要給武器裝上空包彈助退器（英语：Blank-firing adaptor）以提高膛壓。
- 6.5×25mm CBJ教練彈（CBJ Drill）：不能發射的假子彈（惰性彈）。

目前CBJ公司生產的CBJ彈藥有銅殼彈和鋁殼彈兩種。

## 資料來源
1. ↑  .   [2014-08-06]. （原始内容存档于2014-07-01）.
2. ↑  .   [2014-08-06]. （原始内容存档于2015-04-08）.
3. ↑  CRISAT靶板是歐洲的北約國家按照前華約單兵防護提供的參照靶，為一塊1.6毫米（0.06英吋）厚的5級钛合金加上20層凱夫拉組成
4. ↑  .   [2014-08-06]. （原始内容存档于2012-08-14）.
5. ↑  .   [2014-08-06]. （原始内容存档于2014-07-14）.
6. 1 2  Brugger & Thomet’s MP9 in 6.5×25 CBJ （页面存档备份，存于） - SAdefensejournal.com, 14 October 2011

## 外部連結
- （英文）—CBJ Tech AB
- （英文）—Modern Firearms—
  - CBJ-MS PDW / submachine gun
  - Ammunition for submachine guns and handguns: semi-automatic and automatic pistols
- （英文）—The Firearm Blog.com—The amazing 6.5x25mm CBJ（页面存档备份，存于）
- （英文）—SecurityArms—Saab Bofors Dynamics CBJ MS personal defence weapon
- （英文）—A new Weapon system from Sweden.（页面存档备份，存于）
- （简体中文）—D Boy Gun World（槍炮世界）—CBJ-MS PDW/冲锋枪（页面存档备份，存于）